# Deutscher Evangelischer Kirchenbund
Der Deutsche Evangelische Kirchenbund war ein am 25. Mai 1922 gegründeter Zusammenschluss der evangelischen Landeskirchen in Deutschland. 1933 wurde er von der Deutschen Evangelischen Kirche abgelöst, der ihrerseits nach dem Zweiten Weltkrieg die Evangelische Kirche in Deutschland (EKD) nachfolgte.

## Vorgeschichte
Das Zusammenwachsen des deutschen Protestantismus ist verbunden mit dem erwachenden Nationalgedanken im 19. Jahrhundert. Seit der Reformationszeit war der Protestantismus in Deutschland innerhalb der Territorien innerhalb des Deutschen Reiches organisiert; er kannte daher keine „nationale“ Organisation. Trennend wirkten sich die seit den Anfängen der Reformation bestehenden Unterschiede zwischen den lutherischen und reformierten Bekenntnissen aus, die jedoch durch Pietismus und Aufklärung im Laufe des 18. Jahrhunderts an Verbindlichkeit und Prägekraft verloren; der Neu-Konfessionalismus seit dem frühen 19. Jahrhundert blieb kirchengeschichtlich eine randständige Episode.
Erste Ansätze zur Bildung einer deutschen evangelischen Kirche prägten sich organisatorisch in der sogenannten Eisenacher Kirchenkonferenz aus, die seit 1852 ein gemeinsames Beratungsgremium evangelischer Kirchenleitungen darstellte. Aus Deutschland beteiligten sich nur die vornehmlich reformierte Lippische Landeskirche und die Lutherische Landeskirche des Fürstentums Reuß ältere Linie nicht daran. Seit 1903 hatte die Kirchenkonferenz sich durch eine ständige Kommission, den Deutschen Evangelischen Kirchenausschuss (DEKA) organisatorisch gefestigt. Daneben gab es eine national orientierte Laienbewegung, den 1886 gegründeten Evangelischen Bund zur Wahrung der deutsch-protestantischen Interessen. Diese Gruppierung erreichte einen Stand von 500.000 Mitgliedern im Jahre 1914 und hatte eine klare anti-katholische sowie deutschnationale Programmatik.
Das Ende der Monarchien, wodurch das Landesherrliche Kirchenregiment endete, und die Verabschiedung der Weimarer Reichsverfassung 1918/19 ermöglichten es den Kirchen, sich ohne staatliche Direktiven selbst zu organisieren. In den Diskussionen, wie dies geschehen sollte, ging es um die Frage, ob sich der deutsche Protestantismus in einer einheitlichen Reichskirche zusammenschließen sollte, wie es dann 1933 geschah, oder ob er in einem Kirchenbund zusammenkommen sollte, in dem die organisatorische und bekenntnismäßige Unabhängigkeit der einzelnen Landeskirchen gewahrt blieben. Auf Vorbereitung des DEKA kamen am 1.–5. September 1919 in Dresden 341 Delegierte verschiedener evangelischer Gruppierungen und Kirchenleitungen zum ersten Deutschen Evangelischen Kirchentag zusammen und entschieden sich für die Beibehaltung des „landeskirchlichen Prinzips“. Nachdem eine Verfassung ausgearbeitet und auf dem zweiten Deutschen Evangelischen Kirchentag in Stuttgart Mitte September 1921 angenommen worden war, gründeten die 28 deutschen Landeskirchen am 25. Mai 1922 (Himmelfahrtstag) den Deutschen Evangelischen Kirchenbund in Wittenberg. Kurz zuvor (1920) hatten sich die reformierten Kantonalkirchen in der Schweiz zum Schweizerischen Evangelischen Kirchenbund zusammengeschlossen.

## Zweck
Laut seiner Verfassung bestand der Bund, um „zur Wahrung und Vertretung der gemeinsamen Interessen der deutschen evangelischen Landeskirchen einen engen und dauernden Zusammenschluß derselben herbeizuführen, das Gesamtbewußtsein des deutschen Protestantismus zu pflegen und für die religiös-sittliche Weltanschauung der deutschen Reformation die zusammengefaßten Kräfte der deutschen Reformationskirchen einzusetzen – dies alles unter Vorbehalt der vollen Selbständigkeit der verbündeten Kirchen in Bekenntnis, Verfassung und Verwaltung.“ Abendmahlsgemeinschaft zwischen den Mitgliedskirchen (Interkommunion) bestand nicht und wurde nicht aktiv angestrebt.

## Verfassung
Der Deutsche Evangelische Kirchenbund verfügte über drei Verfassungsorgane: den Kirchentag als synodales Organ mit 210 Delegierten, den Kirchenbundesrat mit Vertretern der 28 Landeskirchen und den Kirchenausschuss als Exekutivgremium, dessen 36 Mitglieder vom Kirchentag und dem Kirchenbundesrat je zur Hälfte gewählt wurden. Den Vorsitz im Kirchenausschuss führte (wie schon seit 1903) der jeweilige Präsident des altpreußischen Evangelischen Oberkirchenrates (EOK), der damit oberster Repräsentant des deutschen Protestantismus war.
1924 wurde der Kirchenbund vom Reichsminister des Inneren als Körperschaft des öffentlichen Rechts anerkannt.

## Aufgaben
In seiner relativ kurzen Geschichte widmete sich der Kirchenbund vor allem dem Informationsaustausch und der Koordination zwischen den einzelnen Bundeskirchen, der Pflege der ökumenischen Beziehungen und der Versorgung der deutschen evangelischen Gemeinden im Ausland mit Pfarrern. Das Nachrichtenblatt zwischen den Landeskirchen und für die Gemeinden war ab Januar 1924 Das Evangelische Deutschland. Kirchliche Rundschau für das Gesamtgebiet des Deutschen Evangelischen Kirchenbundes, Herausgeber August Hinderer.

## Mitgliedskirchen
Die einzelnen Kirchen sind als lutherisch, reformiert oder uniert gekennzeichnet, soweit aus dem seinerzeitigen Namen nicht ersichtlich.
1. Evangelische Landeskirche Anhalts (uniert)
2. Vereinigte evangelisch-protestantische Landeskirche Badens
3. Evangelisch-lutherische Kirche in Bayern rechts des Rheins
4. Evangelische Landeskirche im oldenburgischen Landesteil Birkenfeld (uniert)
5. Braunschweigische evangelisch-lutherische Landeskirche
6. Bremische Evangelische Kirche (uniert)
7. Evangelische Landeskirche Frankfurt am Main (uniert)
8. Evangelisch-Lutherische Kirche im Hamburgischen Staate
9. Evangelisch-Lutherische Landeskirche Hannovers
10. Evangelisch-reformierte Landeskirche der Provinz Hannover, bis 1925 Evangelisch-Reformierte Kirche der Provinz Hannover
11. Evangelische Landeskirche in Hessen (uniert)
12. Evangelische Landeskirche in Hessen-Kassel (uniert)
13. Lippische Landeskirche (reformiert)
14. Evangelisch-Lutherische Kirche im Lübeckischen Staate
15. Evangelisch-Lutherische Landeskirche des oldenburgischen Landesteils Lübeck
16. Evangelisch-lutherische Kirche von Mecklenburg-Schwerin
17. Evangelisch-lutherische Kirche von Mecklenburg-Strelitz
18. Evangelische Landeskirche in Nassau (uniert)
19. Evangelisch-Lutherische Kirche in Oldenburg
20. Vereinigte Protestantisch-Evangelisch-Christliche Kirche der Pfalz (Pfälzische Landeskirche) (uniert)
21. Evangelische Kirche der altpreußischen Union (ApU, EKapU)
22. Evangelisch-lutherische Kirche in Reuß ältere Linie
23. Evangelisch-lutherische Landeskirche des Freistaats Sachsen
24. Evangelisch-Lutherische Landeskirche Schaumburg-Lippe
25. Evangelisch-Lutherische Landeskirche Schleswig-Holstein
26. Thüringer evangelische Kirche (lutherisch)
27. Evangelische Landeskirche in Waldeck (uniert), bis 1922 Evangelische Kirche in Waldeck-Pyrmont
28. Evangelische Landeskirche in Württemberg (lutherisch)

Später schlossen sich an:
1. Evangelische Brüderunität in Deutschland
2. Evangelische Kirche A. u. H. B. in Österreich (ab 1926)
3. Riograndenser Synode in Brasilien